# Rhaphidophyton regelii
Rhaphidophyton es un género monotípico de plantas fanerógamas perteneciente a la familia Amaranthaceae. Su única especie: Rhaphidophyton regelii, es originaria de Kazajistán.

## Taxonomía
Rhaphidophyton regelii fue descrita por (Bunge) Iljin y publicado en Fl. URSS vi. 271, 877 (1936)